# Karangan (Rambang Kapak Tengah)
Karangan is een bestuurslaag in het regentschap Prabumulih van de provincie Zuid-Sumatra, Indonesië. Karangan telt 1370 inwoners (volkstelling 2010).